# Tomio Okamura
Tomio Okamura (jap. 岡村富夫 Okamura Tomio; ur. 4 lipca 1972 w Tokio) – czesko-japoński przedsiębiorca, polityk i działacz społeczny, senator i członek Izby Poselskiej. Brat polityka Hayata Okamury.

## Życiorys

### Dzieciństwo i młodość
Tomio Okamura urodził się 4 lipca 1972 w Tokio; jego matka była Morawianką, a ojciec miał pochodzenie japońsko-koreańskie. Dzieciństwo spędził częściowo w Japonii, a częściowo w Czechosłowacji. Gdy jego matka zachorowała, mieszkał z młodszym bratem w domu dziecka w Mašťovie. W Czechosłowacji ukończył szkołę podstawową i technikum chemiczne, następnie wyjechał do Tokio. Początkowo wykonywał tam proste prace fizyczne, m.in. jako śmieciarz i sprzedawca jedzenia w kinie.

### Działalność biznesowa i społeczna
W wieku 21 lat przyjechał ponownie do Czech, gdzie początkowo pracował jako nauczyciel japońskiego, potem krótko jako przewodnik dla japońskich turystów. Wkrótce zaczął prowadzić biuro podróży organizujące wycieczki dla Japończyków do Czech i Słowacji. Udało mu się podpisać kontrakt na wyłączność z jednym z największych japońskich biur podróży w dziedzinie obsługi ruchu turystycznego do byłej Czechosłowacji.
Ponadto w październiku 2003 został wydawcą pisma „Pivní magazín”. W latach 2004–2005 współpracował z praskim biurem BBC jako komentator ds. japońskich. W 2004 zaangażował się także w prace Stowarzyszenia Biur Podróży Republiki Czeskiej (AČCKA), którego w 2009 został wiceprzewodniczącym. Został też patronem fundacji opiekującej się dziećmi i stowarzyszenia zajmującego się problematyką boreliozy.
Jest autorem książki Tomio Okamura – Český sen (pol. Tomio Okamura – Czeski sen), która w 2010 była jedną z dziesięciu najlepiej sprzedawanych publikacji w Czechach. Dużą popularnością cieszył się także reality show Den D, w którym Tomio Okamura wybierał osoby, którym przekazywał pieniądze na uruchomienie własnego biznesu.

### Działalność polityczna
Rozpoznawalność zyskał, wygłaszając populistyczne i kontrowersyjne poglądy. M.in. poparł pomysł przesiedlania Romów do Indii, które wysunęli czescy neonaziści. Wycofał się z niego, gdy zaczął być łączony z tymi środowiskami.
W 2012 został wybrany w skład Senatu z powiatu Zlin. W swojej kampanii zaproponował wprowadzenie odpowiedzialności majątkowej i karnej dla urzędników za podejmowane decyzje oraz obowiązku składania oświadczeń majątkowych dla osób posiadających ponad 20 mln koron. W wyborach w okręgu zdobył około 66% głosów.
Jesienią 2012 zadeklarował swój udział w wyborach prezydenckich. Najszybciej spośród wszystkich kandydatów zgromadził wymagane do rejestracji 50 tys. podpisów, z których część została jednak podważona w toku rejestracji, przez co ostatecznie nie mógł wystartować w wyborach. W swojej kampanii skupił się głównie na walce z korupcją.
W 2013 założony i kierowany przez niego Świt Demokracji Bezpośredniej w wyborach w 2013 uzyskał blisko 6,9% głosów, zdobywając 14 mandatów poselskich. Tomio Okamura objął wówczas miejsce w niższej izbie czeskiego parlamentu. W 2015, po rozłamie w swoim ugrupowaniu, założył nową partię pod nazwą Wolność i Demokracja Bezpośrednia. Partia ta w wyborach parlamentarnych w 2017 dostała 10,6% głosów i 22 mandaty poselskie, z których jeden przypadł ponownie jej liderowi.
W 2021 Tomio Okamura z powodzeniem ubiegał się o poselską reelekcję.